# Sursee (district)
Het district Sursee (Duits: Bezirk Sursee) is een voormalig district in het kanton Luzern. Het district had  als hoofdplaats het dorp Sursee. Het meer Sempachersee lag in het midden van het district.
Op 17 juni 2007 werd in de Kantonsraad van Luzern een nieuwe wet voor de indeling van het kanton aangenomen waarmee de districten van Luzern per 1 januari 2008 de districten werden afgeschaft.
Het district omvatte de volgende gemeenten:
| Wapen        | Gemeentenaam | Inwoners (31/12/2005) | Oppervlakte (km²) |
| ------------ | ------------ | --------------------- | ----------------- |
| Beromünster  | Beromünster  | 2538                  | 6,30              |
| Büron        | Büron        | 1927                  | 5,37              |
| Buttisholz   | Buttisholz   | 2848                  | 16,71             |
| Eich         | Eich         | 1495                  | 9,22              |
| Geuensee     | Geuensee     | 2134                  | 6,47              |
| Grosswangen  | Grosswangen  | 2875                  | 19,70             |
| Gunzwil      | Gunzwil      | 1880                  | 23,26             |
| Hildisrieden | Hildisrieden | 1801                  | 7,04              |
| Knutwil      | Knutwil      | 1647                  | 9,74              |
| Mauensee     | Mauensee     | 1105                  | 45,10             |
| Neudorf      | Neudorf      | 1036                  | 12,81             |
| Neuenkirch   | Neuenkirch   | 5725                  | 26,25             |
| Nottwil      | Nottwil      | 2876                  | 14,83             |
| Oberkirch    | Oberkirch    | 3037                  | 10,95             |
| Pfeffikon    | Pfeffikon    | 706                   | 2,49              |
| Rickenbach   | Rickenbach   | 2066                  | 9,36              |
| Ruswil       | Ruswil       | 6346                  | 45,25             |
| Schenkon     | Schenkon     | 2471                  | 7,67              |
| Schlierbach  | Schlierbach  | 598                   | 7,17              |
| Sempach      | Sempach      | 3775                  | 11,68             |
| Sursee       | Sursee       | 8186                  | 6,06              |
| Triengen     | Triengen     | 3466                  | 14,51             |
| Winikon      | Winikon      | 736                   | 7,57              |
| Wolhusen     | Wolhusen     | 4088                  | 14,30             |
|              | Totaal (24)  | 65.362                | 302,04            |